# Dolichoderus jacobsoni
Dolichoderus jacobsoni är en myrart som beskrevs av Auguste-Henri Forel 1909. Dolichoderus jacobsoni ingår i släktet Dolichoderus och familjen myror. Inga underarter finns listade i Catalogue of Life.